# Boutancourt
Boutancourt – miejscowość i dawna gmina we Francji, w regionie Grand Est, w departamencie Ardeny. W 2013 roku populacja ówczesnej gminy wynosiła 305 mieszkańców.
Dnia 1 stycznia 2019 roku połączono cztery wcześniejsze gminy: Balaives-et-Butz, Boutancourt, Élan oraz Flize. Siedzibą gminy została miejscowość Flize, a nowa gmina przyjęła jej nazwę. 